# الدوري الهولندي الممتاز 1923–24
الدوري الهولندي الممتاز 1923–24 (بالهولندية: Nederlands landskampioenschap voetbal 1923/24)‏ هو الموسم 36 من الدوري الهولندي الممتاز. أشرف على تنظيمه الاتحاد الملكي الهولندي لكرة القدم، وكان عدد الأندية المشاركة فيه 51، وفاز فيه فاينورد.